# 2025 en France
Chronologie de la France
- 2021
- 2022
- 2023
- 2024
- 2025
- 2026
- 2027
- 2028
- 2029

Chronologie de l’Europe
- 2021
- 2022
- 2023
- 2024
- 2025
- 2026
- 2027
- 2028
- 2029

Cette page présente les faits marquants de l'année 2025 en France.

## Événements
2025 est « Année de la mer » (avec labellisation « La Mer en commun » de projets dédiés à la connaissance et protection de la mer). La 3e Conférence des Nations unies sur l'océan est accueillie cette année à Nice.

### Janvier
- 5 janvier : fermeture définitive du Marineland d'Antibes, en raison d'une baisse de fréquentation depuis plusieurs années et de la loi du 30 novembre 2021 interdisant les spectacles de cétacés en France à l'horizon 2026[3].
- 7 janvier : décès de Jean-Marie Le Pen, cofondateur et président du Front national (FN)[4].
- 9 janvier : deux personnes sont tuées et vingt autres blessées dans une tempête de neige dans le nord du pays[5].
- 11 janvier : deux tramways rentrent en collision à Strasbourg[6].
- 13 janvier : la réalisatrice et autrice de bande dessinée Marjane Satrapi refuse la Légion d'honneur[7].
- 14 janvier : Charlie Dalin remporte le Vendée Globe.
- 15 janvier : signature d'un accord entre l'AFP et la start-up d'intelligence artificielle Mistral AI pour l'accès aux dépêches d'informations par les utilisateurs[8].
- 16 janvier :  la motion de censure déposée à l'encontre du gouvernement Bayrou est rejetée.
- 17 janvier : le président de la Conférence des évêques de France, Éric de Moulins-Beaufort, annonce une saisie en justice sur l'affaire des abus sexuels de l'abbé Pierre à la suite de nouvelles plaintes[9].
- 20 janvier : 30e cérémonie des Lumières.
- 24 janvier :  Sandrine Pissarra est condamnée à la réclusion criminelle à perpétuité assortie d'une période de sûreté de vingt ans pour le meurtre de sa fille de 13 ans par privation de nourriture[10].

### Février
- 1er février : un incendie dans une maison de retraite à Bouffémont, dans le Val-d'Oise, fait trois morts et neuf blessés[11].
- 4 février : André Cermolacce, dit « Gros Dédé », figure du grand banditisme, est abattu  dans le 14e arrondissement de Marseille[12].
- 7 février : une adolescente de 11 ans est assassinée à la sortie de son collège d'Épinay-sur-Orge[13].
- 10 février : le sommet sur l'IA, à Paris, réunit les principaux dirigeants du monde[14].
- 11 février : révélation médiatique de l'affaire Bétharram.
- 13 février : un homme lance une grenade dans un bar de Grenoble, blessant 12 personnes[15].
- 14 février : 40e cérémonie des Victoires de la musique.
- 19 février : la nomination controversée de Richard Ferrand à la tête du Conseil constitutionnel est approuvée par le Parlement français à une voix près[16].
- 22 février : une personne est tuée et cinq autres blessées lors d'une attaque au couteau à Mulhouse, qui est considérée comme une attaque terroriste islamiste présumée.
- 28 février :
  - le cyclone Garance touche La Réunion et fait cinq morts ;
  - 50e cérémonie des César ;
  - disparition des chaînes C8 et NRJ 12 de la TNT à la suite d'une décision de l'Arcom, remplacées par OFTV dont le lancement initialement annoncé pour le 1er mars 2025[17] sera décalé au le 6 juin 2025[18], date de nouvelle numérotation des chaines de la TNT[19] et T18 (anciennement CMI TV[20]) le 1er septembre 2025[17].

### Mars
- 3 mars : le groupe anarchiste IAATA (Information Anti Autoritaire Toulouse et Alentours) revendique l'attaque incendiaire d'un concessionnaire Tesla près de Toulouse, à la suite de provocations perçues comme fascisante de l'entrepreneur américain Elon Musk[21].
- 5 mars : Victoires de la musique classique à l'Opéra de Rouen Normandie[22].
- 7 mars : tous les trains qui transitent par la gare du Nord à Paris, y compris les trains Eurostar en provenance de Londres et de Bruxelles, sont annulés en raison de la découverte d'une munition non explosée datant de la Seconde Guerre mondiale contenant 200 kg d'explosifs près des voies ferrées près de la gare[23].
- 15 mars: le XV de France remporte le Tournoi des Six Nations 2025.
- 9 au 16 mars : 83e édition du Paris-Nice.
- 31 mars : Marine Le Pen est condamnée a une peine d'inéligibilité de 5 ans dans l'affaire des assistants parlementaires du Front national au Parlement européen.

### Avril
- 7 avril : après la mort de 160 oiseaux d'espèces protégées, notamment de rares faucons crécerelles, en raison de systèmes d'effarouchement inopérants, le tribunal de Montpellier ordonne la suspension  pendant 4 mois de l'activité du parc éolien d'Aumelas, et condamne les sociétés gestionnaires à 500 000 € d'amende chacune, et l'ancien PDG d'EDF Renouvelables Bruno Bensasson à 6 mois de prison avec sursis et 100 000 € d'amende ; c'est la première fois en France qu'une décision pénale est prise contre des exploitants d'éoliennes[24].
- 13 avril : début des attaques contre plusieurs prisons françaises.
- 17 avril : une fusillade devant un fast-food à Rennes, en Bretagne, fait quatre blessés (trois par balles durant la fusillade même et un heurté par la voiture des malfaiteurs durant leur fuite)[25].
- 25 avril : Aboubakar Cissé, un fidèle musulman, est assassiné dans la mosquée de la Grand-Combe[26].
- 28 avril : 36e cérémonie des Molières à Paris.

### Mai
- 8 mai : cérémonies de commémorations nationales pour les 80 ans du 8 mai 1945.
- 9 mai : signature du traité de Nancy entre la France et la Pologne.
- 13 au 24 mai : Festival de Cannes.
- 15 mai : deux Canadair CL-415 de la Sécurité civile française sont endommagés lors d'un exercice dans le golfe de Porto-Vecchio alors qu'ils effectuaient un écopage. L'un à du faire un amerrissage d'urgence. L'équipage est indemne[27].
- 20 mai : 
  - un incendie criminel à l'aéroport de Montpellier-Méditerranée détruit 4 avions bimoteurs Diamond DA42 de l'ESMA – Airways Aviation France[28] et en endommage plusieurs autres à 4 h 30 du matin[29].
  - des inondations dans le département du Var font trois morts et deux disparus au Lavandou et Vidauban[30].
- 21 mai : le Gouvernement publie un rapport des services de renseignements français sur l'influence des Frères musulmans en France, intitulé « Frères Musulmans et islamisme politique en France » dénonçant l'entrisme frériste à plusieurs niveaux de la société[31],[32].
- 24 mai : une panne de courant survient pendant le Festival de Cannes, la police française attribue la panne à un incendie criminel présumé[33].
- 31 mai :
  - victoire du Paris Saint-Germain FC en finale de la Ligue des champions de l'UEFA à Munich, par 5-0 face à l'Inter de Milan, ce qui est à ce jour, la plus grande victoire en finale de l'histoire de la compétition ;
  - un homme de nationalité française de 53 tue par balles son voisin de nationalité tunisienne et blesse un autre homme turc à Puget-sur-Argens, avant d'être arrêté quelques heures plus tard par le GIGN ; le tireur ayant posté des vidéos avant et après l'attaque dans lesquelles il exprimait sa volonté de terroriser et tuer des étrangers, le Parquet national antiterroriste se saisait de l'enquête.

### Juin
- 1er juin : la victoire du Paris Saint-Germain en Ligue des champions de football donne lieu à des incidents à Paris et dans d'autres villes, au moins deux personnes sont tuées[34].
- 2 juin : l'Assemblée Nationale élève Alfred Dreyfus au rang de général de brigade à titre posthume afin de parachever sa réhabilitation.
- 6 juin : nouvelle numérotation des chaines de la TNT[19] : France 4 reprend l'ancien canal de Canal+, LCP-Public Sénat reprend l'ancien canal de C8, Gulli passe au canal 12, regroupement en seul bloc des chaines d'informations en continu, et lancement de la chaîne T18 sur le canal 18 de la TNT[18].
- 9 au 13 juin : troisième Conférence des Nations unies sur l'océan (UNOC 3) à Nice[2].
- 10 juin : un élève de 14 ans du collège Francoise-Dolto de Nogent agresse et poignarde une assistante d'éducation aux abords du collège, la victime est décédée[35].
- 12 juin : la Jeune Garde antifasciste et Lyon populaire, un groupe nationaliste d'extrême droite, sont dissoutes en Conseil des ministres[36].
- 12 juin : le manuscrit original de l’Appel du 18 Juin du général de Gaulle rejoint les Archives nationales de France[37].
- 20 juin : la Convention citoyenne sur les temps de l'enfant est lancée.
- 27 juin : l'Assemblée nationale vote pour la convergence des droits sociaux entre Mayotte et la Métropole[38].
- 28 juin : une fusillade éclate dans le quartier Pissevin-Valdegour à Nîmes et fait six blessés[39].
- 30 juin :  dissolution de l'Escadron de ravitaillement en vol 4/31 Sologne, le dernier opérateur d'avions-ravitailleurs Boeing KC-135 Stratotanker français en service depuis 1964. Un de ces derniers effectue un ultime défilé le 14 juillet 2025.

### Juillet
- Entre le 1er juin et le 2 juillet, plus de 109 personnes sont mortes noyées en France, dans un contexte de canicule. Ce chiffre représente une hausse de 58 % par rapport à la même période 2024[40].
- 1er juillet : les députés de l'Assemblée nationale rejettent la motion de censure socialiste visant le gouvernement Bayrou, épargné en majorité par les députés du Rassemblement national[41].
- 2 juillet : cérémonie d'inauguration de la réouverture de la base aérienne 101 Toulouse qui deviendra le QG du commandement de l'espace français[42].
- 3 juillet : les contrôleurs aériens français se mettent en grève pour protester contre le manque d'effectifs, la culture managériale et la vétusté des équipements ; des centaines de vols sont retardés ou annulés dans les aéroports du pays[43].
- 5 au 27 juillet : Tour de France 2025.
- 7 juillet :  l’Assemblée nationale adopte à l'unanimité une loi portant sur la déclassification du tambour parleur « Djidji Ayokwe » des collections publiques françaises, dans le but de le restituer à la Côte d’Ivoire[44].
- 12 juillet :
  - l'accord de Bougival sur la Nouvelle-Calédonie est signé ;
  - Emmanuel Macron institue une journée de commémoration, fixée au 12 juillet, dédiée à la réhabilitation du général Alfred Dreyfus[45].
- 17 juillet : premier vol de l’avion de guerre électronique français Dassault Archange depuis l'aéroport de Bordeaux-Mérignac [46],[47].
- 20 juillet : démolition par détonation de la tour Kennedy à Loos, plus haute tour d'habitation au nord de Paris[48],[49].
- 24 juillet : premier vol de l'hélicoptère Airbus Helicopters H160M Guépard depuis Marignane[50].
- 26 juillet au 3 août : Tour de France Femmes 2025.
- 28 juillet : un incendie fait cinq morts dans un gîte en Charente, où séjournait un groupe d’adultes handicapés[51].
- 30 juillet : 
  - le conseil des ministres adopte le projet de loi constitutionnelle portant statut d'autonomie de la Corse, au sein de la République française[52] ;
  - le gouvernement adopte un projet de loi pour la restitution par la France des biens culturels acquis de manière illicite, notamment pendant la période impériale[53].

### Août
- 5 au 8 août : important incendie dans le massif des Corbières.
- 7 août : le Conseil constitutionnel censure partiellement la loi Duplomb, en s’opposant à la réintroduction d'un néonicotinoïde, l'acétamipride[54].
- 13 août : le FLNKS rejette officiellement le projet d'accord de Bougival[55].
- 18 août : une explosion dans la cité des Minguettes à Vénissieux, dans la métropole de Lyon, à la suite d’une fuite de gaz dans un immeuble de sept étages, fait un mort et plusieurs blessés[56].
- 25 août : les chaînes RMC Story et RMC Découverte sont remplacées par RMC Life et RMC Docs.

### Septembre
- 1er septembre :
  - Thierry Burkhard, chef d'état major des armées, est remplacé par le général Fabien Mandon ;
  - lancement de la chaîne Novo 19 sur le canal 19 de la TNT.
- 21 et 28 septembre : élection législative partielle dans la 2e circonscription de Paris.
- 28 septembre et 12 octobre : élection législative partielle dans la 5e circonscription des français établis hors de France.

### Octobre
- 5 et 12 octobre : élection législative partielle dans la première circonscription de Tarn-et-Garonne.
- 9 octobre : entrée de Robert Badinter au Panthéon.

## Décès

### 1ertrimestre
- 4 janvier : Claude Allègre, géochimiste et homme politique.
- 5 janvier : Benoît Allemane, acteur de doublage, voix de Morgan Freeman.
- 7 janvier : Jean-Marie Le Pen, homme politique, fondateur du Front national.
- 8 janvier : Gabriel de Broglie, haut fonctionnaire, juriste, historien et essayiste.
- 20 janvier : Bertrand Blier, réalisateur et scénariste.
- 22 janvier : Jean-François Kahn, journaliste et essayiste.
- 28 janvier : Catherine Laborde, animatrice météo, comédienne et femme de lettres
- 6 février : Paul-Loup Sulitzer, écrivain et homme d'affaires.
- 7 février : Naâman, chanteur de reggae.
- 14 février : Geneviève Page, actrice.
- 19 février : Jean Sarrus, comédien, chanteur et musicien.
- 4 mars : Jean-Louis Debré, homme politique.
- 16 mars : Émilie Dequenne, actrice belge.
- 25 mars : Évelyn Séléna, actrice.

### 2etrimestre
- 12 avril : Bernard Freyd, acteur.
- 18 avril : Henri Torre, homme politique.
- 3 mai : Pierre Audi, metteur en scène et directeur artistique.
- 7 mai : Angelo Rinaldi, écrivain et journaliste.
- 14 mai : Daniel Bilalian, journaliste et ancien présentateur télé.
- 17 mai : Werenoi, rappeur.
- 22 mai : Éric Legrand, acteur.
- 27 mai : Jean Tiberi, homme politique.
- 2 juin : Pierre Nora, historien et membre de l'Académie française.
- 4 juin : Nicole Croisille, chanteuse, danseuse et actrice.
- 4 juin : Philippe Labro, journaliste et écrivain.
- 5 juin : Pierre Toubert, historien.
- 19 juin : André Fanton, homme politique.

### 3etrimestre
- 1er juillet : Florence Delay, comédienne et écrivaine, membre de l'Académie française.
- 7 juillet : Olivier Marleix, homme politique.
- 10 juillet : Bun Hay Mean, humoriste et acteur
- 14 juillet : Thierry Ardisson, présentateur.
- 14 juillet : Jean-Pierre Azéma, historien.
- 16 juillet : Loïk Le Floch-Prigent, ingénieur et dirigeant d'entreprises.
- 18 juillet : André Vingt-Trois, cardinal.
- 19 juillet : Béatrice Uria-Monzon, chanteuse d'opéra.
- 25 juillet : Georges Lemoine, homme politique.
- 2 août : Gérard Chaillou, acteur.
- 4 août : Dominique Collignon-Maurin, acteur et directeur artistique.
- 13 août : Jacques Martial, acteur et homme politique français.

### Articles sur l'année 2025 en France
- Élections municipales partielles françaises de 2025
- Liste des communes nouvelles créées en 2025

### L'année 2025 dans le reste du monde
- L'année 2025 dans le monde
- 2025 au  Brésil, 2025 au Canada, 2025 aux États-Unis, 2025 au Mexique
- 2025 en Europe, 2025 dans l'Union européenne, 2025 en Belgique, 2025 en Italie, 2025 en Suisse, 2025 en Ukraine
- 2025 en Afrique • 2025 par pays en Amérique • 2025 par pays en Asie • 2025 par pays en Océanie, 2025 en Océanie • 2025 en Antarctique
- 2025 aux Nations unies
- Décès en 2025